# آرکین (مجموعه تلویزیونی)
آرکِین: لیگ افسانه‌ها (به انگلیسی: Arcane: League of Legends) یک مجموعه تلویزیونی پویانمایی بزرگسالان، فرانسوی-آمریکایی است که در سال ۲۰۲۱ منتشر شد. این سریال در دنیای خیالی فرنچایز رسانه‌ای لیگ افسانه‌ها محصول شرکت رایت گیمز جریان دارد و در درجه اول بر روی خواهرانی به نام وایولت / وای (هیلی استاینفلد) و پاودر / جینکس (الا پورنل) تمرکز دارد، همانطور که آن‌ها دچار درگیری بین زادگاهشان زاوون و شهر پیلتوور می‌شوند. آرکین، با همکاری مشترک رایت گیمز و استودیوی فرانسوی فورتیچه تولید شد، و اولین معرفی رسمی آن به جشن دهمین سالگرد لیگ افسانه‌ها در سال ۲۰۱۹ برمی گردد.
طبق گفته سازندگان سریال ساخت سریال آرکین ۶ سال زمان صرف نموده است.
این مجموعه برای درجه سنی pg - 13 تولید شده است.
منتقدان این سریال را به دلیل ترکیب زیبای نقاشی دستی، CGI، روایت داستانی، اتمسفر و شخصیت پردازی ستودند. این انیمیشن بعد از انتشار موفق شد به پربیننده‌ترین نمایش نتفلیکس تبدیل شود.
پس از پایان فصل اول، نتفلیکس و رایت گیمز با پخش تیزری خبر از ساخت فصل دوم دادند. در فصل دوم به‌طور واضحی به رابطهٔ عاشقانه میان وای و کیتلین، و همچنین جیس و ویکتور اشاره شده است. فصل دوم و پایانی آن از ۹ نوامبر ۲۰۲۴ شروع به پخش شد و تا ۲۳ نوامبر ادامه داشت.

## داستان
آرکین، ماجرای درگیری و خصومت درازمدت بین شهر مرفه پیلتوور، و شهر فقیر زان است. این خصومت و دشمنی شدید، در نهایت منجر به جنگی بزرگ، و یتیم شدن دو خواهر به نام‌های وایولت (وای) و پاودر (جینکس) می‌شود. شخصیت‌های این مجموعه همگی، قهرمانان معروف و شناخته شدهٔ سری لیگ افسانه‌ها می‌باشند و این داستان، سرگذشت تحول آن‌ها می‌باشد. داستان سریال آرکین روایت جدایی نسبت به سری بازی لیگ افسانه‌ها دارد.

## صداپیشگان
- هیلی استاینفلد در نقش وایولت / وای
- الا پورنل در نقش پاودر / جینکس
  - میا سینکلر جنس در نقش کودکی جینکس
- کوین آلخاندرو در نقش جیس تالیس
- کیتی لیانگ در نقش کیتلین کیرامان
  - مولی هریس در نقش کودکی کیتلین
- جیسون اسپیساک در نقش سیلکو
- برت تاکر در نقش سینجد
- توکس اولاگوندویه در نقش مل مداردا
- جی‌بی بلانک در نقش وندر
- هری لوید در نقش ویکتور
- شهره آغداشلو در نقش گریسون
- رمی هی در نقش مارکوس (فصل ۱)
- میک وینگرت در نقش هایمردینگر
- یوری لوونتهال در نقش مایلو
- راجر اسمیت در نفش کلاگر
- امیره وان در نقش سویکا
- رید شانون در نقش اکو
  - مایلز براون در نقش کودکی اکو
- فرد تاتاسیور در نقش بنزو
- مارا جونوت در نقش شولا
- شهره آغداشلو در نقش گریسون (فصل ۱) کلانتر اصلی پیلتوور

## قسمت‌ها
| فصل | قسمت‌ها | قسمت‌ها | تاریخ اصلی روی آنتن رفتن | تاریخ اصلی روی آنتن رفتن |
| فصل | قسمت‌ها | قسمت‌ها | اولین بار                | آخرین بار                |
| --- | ------ | ------ | ------------------------ | ------------------------ |
| ۱   | ۹      | ۹      | ۶ نوامبر ۲۰۲۱            | ۲۰ نوامبر ۲۰۲۱           |
| ۲   | ۹      | ۹      | ۹ نوامبر ۲۰۲۴            | ۲۳ نوامبر ۲۰۲۴           |

### فصل ۱ (۲۰۲۱)
| Act ۱ |   |                                       |                                |                                |                |
| ۱     | ۱ | «به زمین بازی خوش‌آمدید»               | Pascal Charrue & Arnaud Delord | Christian Linke & Alex Yee     | ۶ نوامبر ۲۰۲۱  |
| ۲     | ۲ | «برخی معماها بهتر است حل نشده بمانند» | Pascal Charrue & Arnaud Delord | Nick Luddington                | ۶ نوامبر ۲۰۲۱  |
| ۳     | ۳ | «خشونت ، اساس لازم برای تغییر»        | Pascal Charrue & Arnaud Delord | Ash Brannon                    | ۶ نوامبر ۲۰۲۱  |
| Act ۲ |   |                                       |                                |                                |                |
| ۴     | ۴ | «روز پیشرفت مبارک!»                   | Pascal Charrue & Arnaud Delord | David Dunne                    | ۱۳ نوامبر ۲۰۲۱ |
| ۵     | ۵ | «همه میخوان دشمن من باشند»            | Pascal Charrue & Arnaud Delord | Amanda Overton                 | ۱۳ نوامبر ۲۰۲۱ |
| ۶     | ۶ | «وقتی این دیوارها فرو می‌ریزند»        | Pascal Charrue & Arnaud Delord | Alex Yee                       | ۱۳ نوامبر ۲۰۲۱ |
| Act ۳ |   |                                       |                                |                                |                |
| ۷     | ۷ | «پسر ناجی»                            | Pascal Charrue & Arnaud Delord | Nick Luddington                | ۲۰ نوامبر ۲۰۲۱ |
| ۸     | ۸ | «آب و روغن»                           | Pascal Charrue & Arnaud Delord | Ben St. John & Mollie St. John | ۲۰ نوامبر ۲۰۲۱ |
| ۹     | ۹ | «هیولایی که تو ساختی»                 | Pascal Charrue & Arnaud Delord | Christian Linke & Alex Yee     | ۲۰ نوامبر ۲۰۲۱ |

### فصل ۲ (۲۰۲۴)
| Act ۱ |   |                               |                                                               |                                   |                |
| ۱۰    | ۱ | «بار گران پادشاهی»            | Arnaud Delord, Bart Maunoury, Pascal Charrue, Etienne Mattera | Amanda Overton                    | ۹ نوامبر ۲۰۲۴  |
| ۱۱    | ۲ | «بنگر همه چیز می‌سوزد»         | Arnaud Delord, Bart Maunoury, Marietta Ren                    | Nick Luddington                   | ۹ نوامبر ۲۰۲۴  |
| ۱۲    | ۳ | «بالاخره اسمم رو یادگرفتی»    | Arnaud Delord, Bart Maunoury, Christelle Abgrall              | Henry Jones                       | ۹ نوامبر ۲۰۲۴  |
| Act ۲ |   |                               |                                                               |                                   |                |
| ۱۳    | ۴ | «شهر را آبی رنگ کنید»         | Arnaud Delord, Bart Maunoury, Marietta Ren                    | Graham McNeill                    | ۱۶ نوامبر ۲۰۲۴ |
| ۱۴    | ۵ | «تاول‌ها و بستر»               | Arnaud Delord, Bart Maunoury                                  | Kristina Felske, Giovanna Sarquis | ۱۶ نوامبر ۲۰۲۴ |
| ۱۵    | ۶ | «پیام پنهان در الگو»          | Arnaud Delord, Bart Maunoury                                  | Alex Yee                          | ۱۶ نوامبر ۲۰۲۴ |
| Act ۳ |   |                               |                                                               |                                   |                |
| ۱۶    | ۷ | «وانمود کن که انگار بار اوله» | Arnaud Delord, Bart Maunoury                                  | Amanda Overton                    | ۲۳ نوامبر ۲۰۲۴ |
| ۱۷    | ۸ | «کشتن یک چرخه است»            | Arnaud Delord, Bart Maunoury                                  | Alex Yee, Amanda Overton          | ۲۳ نوامبر ۲۰۲۴ |
| ۱۸    | ۹ | «کثیفی زیر ناخن‌های تو»        | Arnaud Delord, Bart Maunoury                                  | Alex Yee, Christian Linke         | ۲۳ نوامبر ۲۰۲۴ |

## فروش
این سریال در ابتدا قرار بود در سال ۲۰۲۰ اکران شود، ولی به دلیل همه‌گیری COVID-19، اکران آن تا سال ۲۰۲۱ به تعویق افتاد. در نهایت این سری، در تاریخ ۶ نوامبر ۲۰۲۱، در سه پرده سه قسمتی در شبکه نتفلیکس اکران شد. این سریال توانست در اقدامی خیره‌کننده، صدر جدول نتفلیکس را از سریال بازی مرکب پس بگیرد.

### بررسی
وب‌سایت نقد و بررسی راتن تومیتوز، بر اساس ۱۶ نقد مختلف، به این سریال نمره بالای نه از ده را داد. اجماع منتقدان این وب‌سایت، آرکین را به دلیل تلفیق هنرمندانهٔ فضای سه و دو بعدی، و شیوه داستان سرایی فانتزی، با چاشنی خشونت و مشکلات روانی، ستود.
این سریال همچنین در سایت IMDb نمره ۹٫۱ را کسب کرده و در لیست محبوب‌ترین مجموعه‌های تلویزیونی رتبه ۲۵ را به خود اختصاص داده است.

## قهرمانان بازی
در میان شخصیت‌هایی که در سریال معرفی گردیده‌اند، شخصیت‌های زیر به عنوان قهرمان در بازی لیگ افسانه‌ها حاضر هستند. و مخاطبان می‌توانند با آن به بازی بپردازند.
- وای
- جینکس
- اکو
- ویکتور
- جیس
- سینجد
- هایمردینگر
- کیتلین

## موسیقی
| آهنگ                       | خواننده            | قسمت       |
| -------------------------- | ------------------ | ---------- |
| PLAYGROUND                 | Bea Miller         | قسمت اول   |
| OUR LOVE                   | Curtis Harding     | قسمت دوم   |
| GOODBYE                    | Ramsey             | قسمت سوم   |
| DIRTY LITTLE ANIMALS       | Bones UK           | قسمت چهارم |
| Get Jinxed!                | Agnete Kjølsrud    | قسمت چهارم |
| GUNS FOR HIRE              | Woodkid            | قسمت ششم   |
| MISFIT TOYS                | Pusha T and Mako   | قسمت هفتم  |
| DYNASTIES & DYSTOPIA       | Denzel Curry       | قسمت هفتم  |
| SNAKES                     | PVRUS and MIYAVI   | قسمت هشتم  |
| WHEN EVERYTHING WENT WRONG | Fantastic Negrito  | قسمت نهم   |
| WHAT COULD HAVE BEEN       | Sting and Ray Chen | قسمت نهم   |